# José Barinaga
José Barinaga Tue (Valladolid, 2 mai 1890-Madrid, 14 juin 1965) est un mathématicien espagnol.

## Biographie
Il effectue ses études primaires et secondaires à Salamanque, où son père travaille comme procureur. Le baccalauréat l'occupe entre 1900 et 1906 à l'Institut Fray Luis de León, et en même temps il étudie la musique à l'Escuela de Nobles y Bellas Artes de San Eloy. Il poursuit ses études universitaires à l'Université centrale de Madrid, où il obtient sa licence en 1926. Il a ensuite passé un doctorat et a défendu sa thèse en 1929 en gagnant le premier prix extraordinaire avec une thèse intitulée Sobre algunas clases especiales de ecuaciones lineales en derivadas parciales de segundo orden con dos variables independientes.
En 1927, il commence à travailler comme 2e assistant d'analyse mathématique à l'Université centrale et en 1930 il est nommé titulaire de la chaire d'analyse mathématique de l'Université de Barcelone puis en 1931 il occupe la chaire d'analyse mathématique à l'Université centrale de Madrid.
José Barinaga a présidé en 1937 la Société royale mathématique espagnole, où sa participation a été intensive en même temps qu'au Laboratoire et Séminaire Mathématique. Mais, la Guerre Civile a perturbé la poursuite des recherches de Barinaga.